# Máximo de Miguel Page
Máximo de Miguel Page (Zaragoza, 21 de noviembre de 1932 - Madrid, 1 de marzo de 2016) fue un militar español que llegó a ser General de División en el Ejército español.

## Biografía
Ingresó con 18 años en la Academia General Militar en 1950 siendo la IX Promoción. En 1954 obtiene el empleo de teniente de arma de infantería y es destinado al II Tercio Duque de Alba de La Legión. En 1956 ingresa en la Brigada Paracaidista, realiza el curso de paracaidista y es destinado a la II Bandera Paracaidista, con la cual participaría en 1957 en la guerra de Sidi Ifni. Estando en la 6.ª Compañía participó en la operación Gento, sufriendo una emboscada por parte del enemigo que les sometió a un intenso fuego de fusilería y ametralladora. En dicho combate, el teniente Máximo de Miguel Page recibió impactos de balas quedando gravemente herido es trasladado al Hospital Militar de Las Palmas de Gran Canaria donde se recupera. En 1962 es ascendido a capitán e ingresa en la Escuela de Estado Mayor, se diploma siendo el 1 de su Promoción es destinado al Estado Mayor de la Subinspección de la Legión y Fuerzas Paracaidistas. Al poco tiempo es destinado a la Brigada Paracaidista donde manda la 11.ª Compañía de la III Bandera. En 1966 realiza el VII Curso de transporte aéreo. En 1967 le designan como alumno para el XII Curso de Especialización en Cooperación Aeroterrestre.  Ingresa como alumno en la Escuela Superior del Aire en 1970 donde se diploma en Estado Mayor, después lo destinan al Cuartel General de la DAC. En 1974 asciende a comandante su destino es el Estado Mayor Central y en 1976 lo nombran Profesor de Táctica Logística en la Escuela Superior del Ejército. Asciende a Teniente Coronel en 1980 y su destino es al Estado Mayor de la División de Montaña n.º 6 al poco tiempo vuelve a la Escuela Superior del Ejército. Ya de Coronel en 1984 recibe el mando del Tercio Gran Capitán de La Legión, en 1987 asciende a General de Brigada lo destinan a la Escuela Superior del Ejército, en la que fue subdirector y poco después director de la Academia de Infantería de Toledo, Gobernador militar de la plaza y provincia de Toledo. Asciende a general de División en 1990 y le encomiendan el mando como comandante general de Melilla y en mayo de 1991 su destino es ser General Jefe de la División Acorazada de Brunete N.º 1. En 1993 asciende a Teniente General y se le nombra General Jefe de la VI Región Militar, Región Militar Noroeste. En 1996 pasa a la situación de la reserva.

### Condecoraciones
- 1958:  Medalla de Sufrimientos por la Patria[18]
- 1972:  Cruz de la Orden del Mérito Aeronáutico con distintivo blanco de segunda clase[19]
- 1982:  Cruz de la Orden del Mérito Militar con distintivo blanco de primera clase[20]
- 1988:  Gran Cruz de la Real y Militar Orden de San Hermenegildo[21]
- 1990:  Gran Cruz de la Orden del Mérito Militar con distintivo blanco[22]
- 1995:  Gran cruz de la Orden del Mérito Naval  con distintivo blanco[23]

### Premios y Distintivos
- En el año 1992 destaca el mayor honor para todo soldado, cuando recibió el premio[24] Gran Capitán[25] al mejor Infante.
- Se le otorga el distintivo para usar sobre el uniforme de 25 saltos en paracaídas.[26]
- Se le otorga el distintivo del Estado Mayor Central.[27]